# Mazury (gromada w powiecie oleckim)
Mazury – dawna gromada, czyli najmniejsza jednostka podziału terytorialnego Polskiej Rzeczypospolitej Ludowej w latach 1954–1972.
Gromady, z gromadzkimi radami narodowymi (GRN) jako organami władzy najniższego stopnia na wsi, funkcjonowały od reformy reorganizującej administrację wiejską przeprowadzonej jesienią 1954 do momentu ich zniesienia z dniem 1 stycznia 1973, tym samym wypierając organizację gminną w latach 1954–1972.
Gromadę Mazury z siedzibą GRN w Mazurach utworzono – jako jedną z 8759 gromad – w powiecie oleckim w woj. białostockim, na mocy uchwały nr 20/V WRN w Białymstoku z dnia 4 października 1954. W skład jednostki weszły obszary dotychczasowych gromad Dybowo (z wyłączeniem części obszaru lasów państwowych), Mazury, Borki, Rogojny i Gryzy ze zniesionej gminy Zalesie w tymże powiecie, obszar dotychczasowej gromady Szwałk i miejscowości Nowiny i Młyn Cichy z dotychczasowej gromady Cicha Wólka, przyległe obszary lasów państwowych N-ctwa Czerwony Dwór o pow. 11,87 ha z leśniczówką Wierzbianki z dotychczasowej gromady Jabłonowo ze zniesionej gminy Sokółki w tymże powiecie oraz obszar dotychczasowej gromady Czerwony Dwór i obszar lasów państwowych leśnictwa Kalniszki z Leśniczówką Kalniszki i Tartakiem Kalniszki z dotychczasowej gromady Kalniszki ze zniesionej gminy Grabowo w powiecie gołdapskim. Dla gromady ustalono 13 członków gromadzkiej rady narodowej.
1 stycznia 1959 do gromady Mazury przyłączono wieś Jurki, PGR Jurki i kolonię Ustkowo, obszar lasów państwowych o powierzchni 12 ha położony przy zetknięciu się granic wsi Dybowo i PGR Niemsty obszar lasów państwowych N-ctwa Kowale Oleckie obejmujący oddziały 42, 43 i 44 oraz jezioro Długie ze zniesionej gromady Olszewo.
1 stycznia 1972 z gromady Mazury wyłączono wieś Jurki włączając ją gromady Sokółki; do gromady Mazury przyłączono natomiast grunty PGR Chełchy z obrębu Dunajek z gromady Sokółki oraz wsie Gajrowskie, Jelonek i Zalesie ze zniesionej gromady Zalesie.
Gromada przetrwała do końca 1972 roku, czyli do kolejnej reformy gminnej.